# Sair Tjerita Siti Akbari
Sair Tjerita Siti Akbari (poème sur l'histoire de Siti Akbari ; également connu sous le nom de Siti Akbari) est un syair (poème) en malais de 1884 de Lie Kim Hok. Adapté indirectement du Sjair Abdoel Moeloek, il raconte l'histoire d'une femme qui se fait passer pour un homme pour libérer son mari du sultan d'Hindoustan, qui l'a capturé lors d'un assaut sur leur royaume.
Écrit sur une période de plusieurs années et influencé par la littérature européenne, Siti Akbari diffère des précédentes poésies malaises par son utilisation du suspense et l'accent mis sur la prose plutôt que sur la forme. Il intègre également des points de vue réalistes européens pour élargir le genre, bien qu'il conserve plusieurs des caractéristiques des syairs traditionnels. Les critiques mettent l'accent sur divers aspects de son histoire, trouvant dans l'œuvre une empathie accrue pour les pensées et les sentiments des femmes, un appel à un langage unificateur dans les Indes orientales néerlandaises (aujourd'hui l'Indonésie) et une polémique concernant la relation entre tradition et modernité.
Siti Akbari est un succès commercial et critique, avec deux réimpressions et une adaptation cinématographique en 1940. Lorsque l'influence du texte Sjair Abdoel Moeloek devient évidente dans les années 1920, l'auteur est critiqué pour son manque d'originalité. Cependant, Siti Akbari reste l’un des romans les plus connus écrits par un auteur malais d’origine chinoise. Lie est plus tard qualifié de « père de la littérature sino-malaise ».

## Résumé
Le sultan de l’Hindoustan, Bahar Oedin, est furieux après la mort de son oncle Safi, un marchand, décédé alors qu’il était emprisonné à Barbari. Comme Abdul Aidid, le sultan de Barbari, dispose d’une puissance militaire supérieure, Bahar Oedin attend son heure et planifie sa revanche. Pendant ce temps, le fils d’Abdul Aidid, Abdul Moelan, épouse sa cousine, Siti Bida Undara. Deux ans plus tard, après la mort d’Abdul Aidid, Abdul Moelan part pour un long voyage en mer, laissant sa femme derrière lui.
Dans le royaume voisin de Ban, Abdul Moelan rencontre et tombe amoureux de Siti Akbari, la fille du sultan de Ban. Ils se marient rapidement et, après six mois passés à Ban, retournent à Barbari. Siti Bida Undara, d’abord contrariée à l’idée de partager son mari, finit par devenir proche de Siti Akbari. Peu de temps après, Bahar Oedin met son plan de vengeance à exécution en capturant Abdul Moelan et Siti Bida Undara. Lorsque le sultan tente de capturer Siti Akbari, il découvre un corps dans sa chambre et pense qu’il s’agit du sien. Il ramène ses prisonniers en Hindoustan et les enferme.
Ce qu’il ignore, c’est que Siti Akbari, enceinte, a simulé sa mort et s’est enfuie. Après plusieurs mois, elle trouve refuge sous la protection de Syaikh (Cheikh) Khidmatullah, où elle donne naissance à son enfant. Ce dernier lui enseigne le silat (art martial traditionnel) pour qu’elle puisse libérer son mari. Laissant son fils sous la garde de Khidmatullah, elle commence son périple. Lorsque sept hommes l’attaquent et tentent de la violer, elle les tue. Prenant leurs vêtements et se coupant les cheveux, elle se déguise en homme et adopte le nom de Bahara. Arrivant à Barbam, elle met fin à une guerre entre deux prétendants au trône de la région. Elle tue l’usurpateur, puis apporte sa tête à l’héritier légitime, Hamid Lauda. En guise de remerciement, Hamid Lauda récompense Siti Akbari en lui confiant le gouvernement de Barbam et permet à "Bahara" d’épouser sa sœur, Siti Abian.
Toujours sous le déguisement de Bahara, Siti Akbari quitte Barbam pour se rendre en Hindoustan et libérer son mari. Avec l’aide de deux conseillers tombés en disgrâce auprès du sultan, elle parvient à reconnaître les lieux. Elle finit par conquérir l’Hindoustan avec son armée, renversant le sultanat à elle seule, tuant Bahar Oedin et libérant Abdul Moelan et Siti Bida Undara. Toujours déguisée, Siti Akbari répudie Siti Abian et la donne à Abdul Moelan avant de révéler sa véritable identité. Les différents royaumes sont ensuite répartis entre les protagonistes masculins, tandis que Siti Akbari retourne à son rôle d’épouse.

## Contexte et rédaction

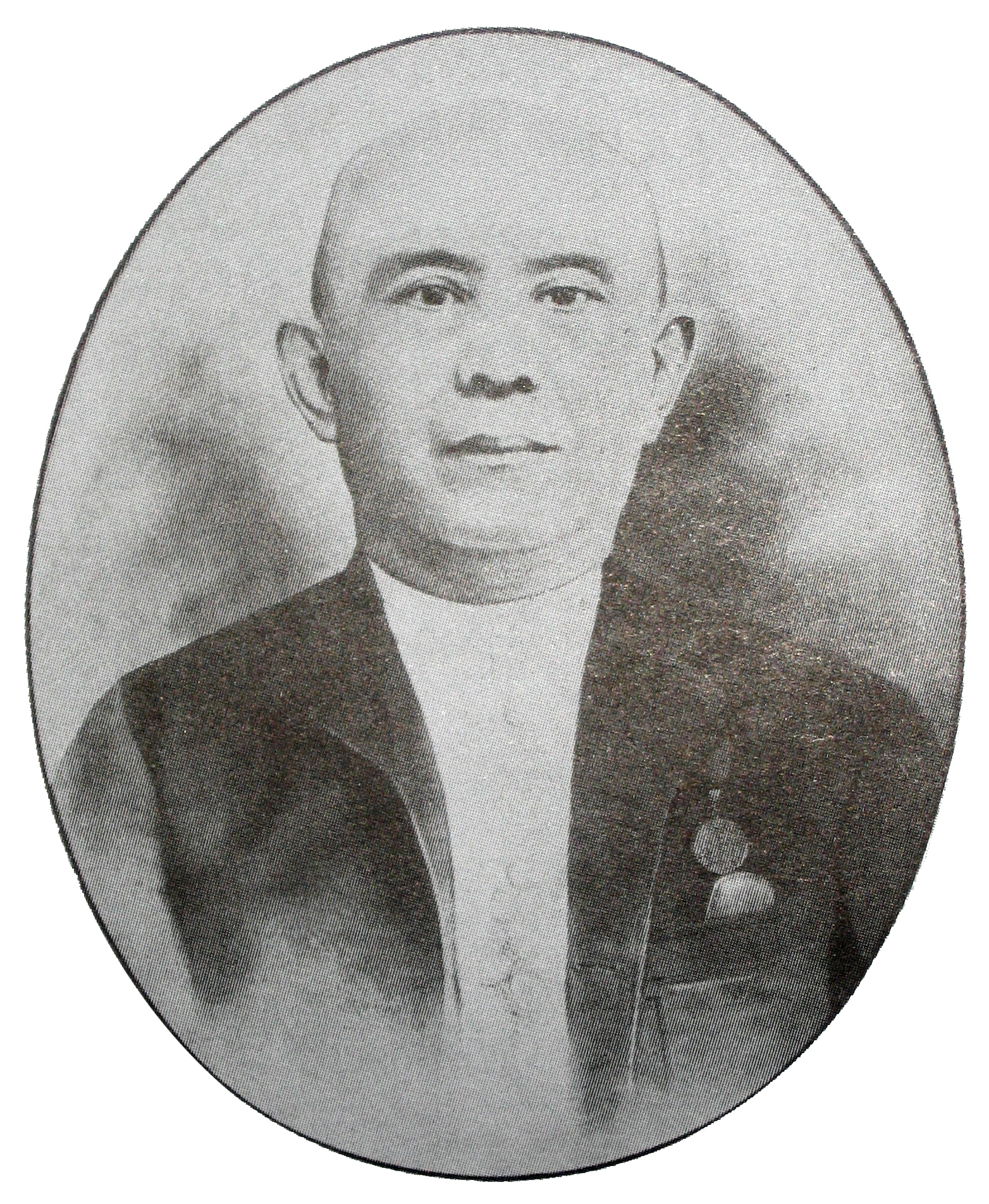
Lie Kim Hok, auteur de Siti Akbari

Siti Akbari est écrit par Lie Kim Hok, un Chinois d'Indonésie né à Bogor qui est éduqué par des missionnaires néerlandais. Les missionnaires lui ont fait découvrir la littérature européenne, notamment les œuvres d'écrivains néerlandais tels qu'Anna Louisa Geertruida Bosboom-Toussaint et Jacob van Lennep, ainsi que les œuvres d'auteurs français comme Jules Verne, Alexandre Dumas et Pierre Alexis Ponson du Terrail. Dans sa thèse de doctorat, J. Francisco B. Benitez suggère que Lie a peut-être également été influencé par les traditions orales malaises et javanaises, telles que les troupes de théâtre itinérantes bangsawan ou les marionnettes wayang.
Des preuves découvertes après la mort de Lie en 1912  suggèrent que Siti Akbari est fortement influencée par le précédent Sjair Abdoel Moeloek (1847), diversement attribué à Raja Ali Haji ou Saleha. Ce conte est translittéré par Arnold Snackey, puis traduit plus tard en soundanais. Les sources divergent quant au traducteur. Le documentariste Christiaan Hooykaas, écrivant dans une lettre au critique littéraire Nio Joe Lan, suggère que l'inspiration de Lie est venue d'une version de Sjair Abdoel Moeloek conservée dans la bibliothèque de la Royal Batavian Society of Arts and Sciences à Batavia,. Le biographe Tio Ie Soei, quant à lui, suggère que la version qui inspire Lie est traduite en 1873 par le professeur de Lie, Sierk Coolsma. Selon Tio, Coolsma repose sa traduction sur une performance scénique et l'avait écrite à la hâte, de sorte qu'elle est presque illisible. Comme il a une meilleure écriture, Lie aurait copié l'histoire pour Coolsma et conservé l'original dans sa propre collection. L'historienne littéraire Monique Zaini-Lajoubert écrit qu'aucune de ces versions intermédiaires n'est retrouvée.
Les travaux sur Siti Akbari sont réalisés sur une période de plusieurs années. Lie déclare qu'il lui a fallu trois ans pour écrire cette histoire de manière sporadique. Tio rapporte cependant des rumeurs selon lesquelles l'écriture aurait pris environ sept ans, Lie prenant parfois de longues pauses et parfois écrivant avec ferveur, de l'aube au crépuscule.

## Style
Le critique littéraire G. Koster écrit que, lors de l'écriture de Siti Akbari, Lie Kim Hok est limité par les cycles de pandji et les poèmes syair classiques courants dans la littérature malaise de l'époque. Koster note des similitudes structurelles fondamentales entre Siti Akbari et les formes poétiques existantes. L'œuvre suit l'archétype d'un héros ou d'une héroïne passant d'un royaume légal à l'exil puis à un royaume chaotique, un royaume que Koster suggère comme représentatif du cycle de la loi orale. Un tel archétype et de telles formules sont utilisés dans des œuvres contemporaines telles que Syair Siti Zubaidah Perang Cina (Poème sur Siti Zubaidah et la guerre contre la Chine). Le scénario d'une femme se faisant passer pour un homme pour faire la guerre est également courant dans la littérature malaisienne et javanaise. Lie s'est grandement écarté des traditions établies, mélangeant des influences littéraires européennes et autochtones.
L'histoire se compose de 1 594 quatrains monorhymiques divisés en deux distiques, chaque distique étant composé de deux lignes, et chaque ligne étant composée de deux demi-lignes séparées par une césure,. La plupart de ces lignes sont des unités syntaxiques complètes, soit des clauses, soit des phrases. Koster note que la forme est plus libre que dans les œuvres plus traditionnelles et qu'elle devient par conséquent une sorte de poème en prose. Un narrateur anonyme raconte l'histoire à partir d'une perspective omnisciente à la troisième personne ; contrairement à la plupart des œuvres contemporaines, le narrateur « assume son autorité pour son propre compte » en se mettant lui-même et ses idées en avant, plutôt que d'agir comme une partie non impliquée.
Koster voit dans l'œuvre des effets du réalisme, en particulier du réalisme idéaliste en vigueur à l'époque aux Pays-Bas. Il note que les motifs et la causalité ont plus de poids dans le récit que dans la plupart des œuvres contemporaines. Il observe que cela se reflète également dans les personnages, qui – bien que la royauté et les saints hommes – on leur a attribué les traits de personnes que l’on pourrait trouver dans la vraie vie à Batavia (aujourd’hui Jakarta). L'utilisation de la ponctuation, un autre trait peu commun dans la littérature locale de l'époque, a peut-être également servi à donner une lecture plus réaliste  et a reflété l'origine de l'œuvre en tant que manuscrit écrit et non issu de la littérature orale. Tio Ie Soei a décrit le rythme de l'œuvre comme étant plus proche de la parole que du chant.

## Thèmes
Benitez écrit que le marché dans le Siti Akbari « offre des possibilités d'échange et de connexion » entre des personnes de toutes cultures et de tous horizons, les reliant. Il décrit cela comme une représentation de l'hétéroglossie offerte par le créole malais, qui trouve son origine dans les marchés réels. Comme Lie écrit en respectant une grammaire dans ce créole malais, Benitez suggère que Lie espérait peut-être que le dialecte devienne une lingua franca dans les Indes orientales néerlandaises.
Benitez considère que le poème met en évidence les tensions entre la « subjectivité monadique et autonome » de la culture européenne et la « subjectivité sociale » de l'adat, ou tradition, avec le personnage de Siti Akbari « un lieu d'instabilité qui rend manifeste à la fois les possibilités de transformation sociale, ainsi que l'anxiété face à la possibilité d'une reproduction sociale qui tourne mal ». En tant qu'individu, elle est capable de combattre ses ennemis et de récupérer son mari. Mais finalement, elle choisit de revenir à sa relation polygame avec Abdul Moelan, une affirmation de la tradition plutôt que du modernisme. En opposition à Siti Akbari, le commerçant Safi Oedin refuse de vivre selon les coutumes locales alors qu'il est dans un pays étranger et finit par mourir. Benitez écrit que cela « peut être interprété comme un avertissement à ceux qui refusent de vivre en accord avec l'adat local ». Koster note que – comme d’habitude avec les syairs – Siti Akbari s’efforce de sensibiliser davantage à l’adat et aux systèmes de valeurs traditionnels.
Zaini-Lajoubert estime que l'histoire promeut un traitement des femmes comme des personnes avec des sentiments et des opinions, par opposition à la vision patriarcale courante à l'époque selon laquelle les femmes sont des objets insensibles. Elle constate que les personnages féminins de l'histoire ressentent du chagrin et de la joie, citant plusieurs passages, dont un où Siti Akbari avoue qu'elle a l'impression d'avoir attendu « des dizaines d'années » pour Abdul Moelan. Zaini-Lajoubert note que les personnages féminins ne sont pas tous du même avis : bien que Siti Akbari ait été prête à entrer dans une relation polygame, il a fallu convaincre Siti Bida Undara. En fin de compte, cependant, elle estime que Siti Akbari transmet le message selon lequel les femmes doivent être fidèles et obéissantes envers leurs maris.

## Réception et postérité

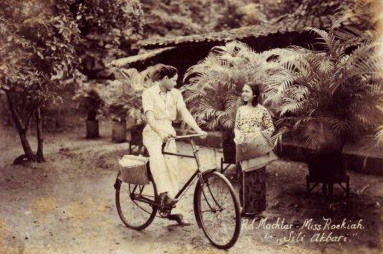
Une photo promotionnelle du film Siti Akbari (1940)

Siti Akbari est publié pour la première fois en quatre volumes en 1884. Il s'est avéré être l'ouvrage le plus populaire de Lie, et celui qui a reçu le plus de réimpressions de toutes ses publications. La première réimpression a lieu en 1913 par Hoa Siang In Kiok, et la seconde en 1922 par Kho Tjeng Bie. Ces deux nouvelles éditions consistent en un seul volume, et, selon Tio, contiennent de nombreuses inexactitudes.
L'histoire est bien accueillie par les lecteurs, et bien que Lie ne soit pas le seul Chinois ethnique à écrire dans la forme poétique traditionnelle malaise du syair, il est devenu l'un des plus accomplis. Lie le considère comme l'une de ses meilleures œuvres. En 1923, Kwee Tek Hoay – lui-même un auteur compétent – évoque sa fascination pour l'histoire lorsqu'il est enfant, au point qu'il a « mémorisé plus de la moitié de son contenu par cœur ». Kwee le considère comme « plein de bonnes maximes et de bons conseils » indisponibles ailleurs. Nio Joe Lan le décrit comme le « joyau de la poésie malaise chinoise », d'une qualité bien supérieure à celle des autres poèmes malais écrits en chinois. – à la fois contemporaine et ultérieure.
L'histoire est adaptée au théâtre peu de temps après sa publication, lorsqu'elle est interprétée par un groupe nommé Siti Akbari sous la direction de Lie. Lie a également réalisé une version simplifiée pour une troupe d'acteurs adolescents qu'il dirigeait à Bogor. En 1922, la branche Sukabumi du Shiong Tih Hui publia une autre adaptation scénique sous le titre Pembalesan Siti Akbari (La revanche de Siti Akbari) ; en 1926, elle est interprétée par Miss Riboet's Orion, une troupe de théâtre dirigée par Tio Tek Djien. L’histoire est restée populaire jusqu’à la fin des années 1930. Il est probable que cela ait inspiré le film de Joshua et Othniel Wong de 1940, Siti Akbari, avec Roekiah et Rd. Mochtar. L'étendue de cette influence est incertaine et le film est probablement perdu.
Lie a continué à expérimenter la prose de style européen. En 1886, il publie Tjhit Liap Seng (Sept étoiles), que Claudine Salmon de l'École des hautes études en sciences sociales décrit comme le premier roman chinois malais. Lie a continué à publier quatre autres romans, ainsi que plusieurs traductions. Lorsque les écrivains d'origine chinoise sont devenus courants au début des années 1900, les critiques ont nommé Lie le « père de la littérature chinoise malaise » pour ses contributions, notamment Siti Akbari et Tjhit Liap Seng.
Après la montée du mouvement nationaliste et les efforts du gouvernement colonial néerlandais pour utiliser Balai Pustaka pour publier des œuvres littéraires destinées à la consommation indigène, le travail a commencé à être marginalisé. Le gouvernement colonial néerlandais utilisait le malais de cour comme « langue administrative », une langue pour les relations quotidiennes, tandis que les nationalistes indonésiens se sont approprié cette langue pour aider à construire une culture nationale. La littérature chinoise malaise, écrite en malais « bas », est progressivement marginalisée. Benitez écrit que, par conséquent, il y a eu peu d’analyses scientifiques sur Siti Akbari. Malgré cela, le sinologue Leo Suryadinata a écrit en 1993 que Siti Akbari est resté l'un des syairs les plus connus écrits par un Chinois d'origine ethnique.

## Critique

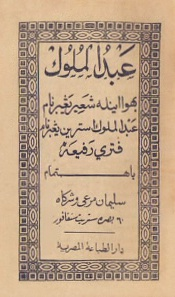
Lie a beaucoup emprunté à Sjair Abdoel Moeloek.

Bien que Sjair Abdoel Moeloek et Siti Akbari aient souvent été joués sur scène, les similitudes entre les deux n'ont été découvertes que plusieurs années plus tard. Zaini-Lajoubert écrit que Tio Ie Soei a découvert ces similitudes alors qu'il travaillait comme journaliste pour le journal chinois malais Lay Po en 1923. Kwee Tek Hoay a suivi cet article avec une autre discussion sur les origines de l'œuvre en 1925. Les auteurs ultérieurs ont critiqué les autres œuvres de Lie comme étant des adaptations flagrantes. Tan Soey Bing et Tan Oen Tjeng, par exemple, ont écrit qu’aucune de ses œuvres n’était originale. Tio Ie Soei, en réponse, déclare que Lie a modifié les histoires qu'il a adaptées, faisant ainsi preuve d'originalité.
En explorant les similitudes entre Sjair Abdoel Moeloek et Siti Akbari, Zaini-Lajoubert note que les noms des royaumes individuels, à l'exception de Barham (Barbam dans Siti Akbari), sont tirés directement de l'ouvrage antérieur. Les noms des personnages, tels qu'Abdul Muluk (dans Siti Akbari, Abdul Moelan) et Siti Rapiah (Siti Akbari), sont simplement remplacés, bien que certains personnages secondaires soient présents dans une histoire et pas dans l'autre. Les principaux éléments de l'intrigue des deux histoires sont les mêmes ; certains éléments, comme la naissance et l'enfance d'Abdul Muluk et les aventures ultérieures du fils de Siti Rapiah, sont présents dans une histoire et pas dans l'autre. – ou donner plus de détails. Les deux diffèrent grandement dans leurs styles, en particulier l'accent mis par Lie sur la description et le réalisme.